# DOSBox
DOSBox – programowy emulator środowiska DOS-a udostępniany na licencji GNU GPL, ukierunkowany na uruchamianie starych gier komputerowych z platformy PC, które nie mogą działać poprawnie na nowych komputerach. DOSBox został napisany z użyciem biblioteki SDL 1.2 i został opublikowany na licencji GNU GPL w wersji drugiej. Program dostępny jest na systemach Microsoft Windows, Linux, macOS, FreeBSD, OS/2, RISC OS, Solaris 10 i BeOS.

## Alternatywne wersje
Rozwój projektu znacząco zwolnił po wydaniu wersji 0.74 w 2010 roku. W wyniku tego powstało wiele forków naprawiających błędy, poprawiających kompatybilność z nowymi systemami operacyjnymi, czy dodających nowe funkcje. Powstało również wiele niezależnych portów na platformy oficjalnie nie wspierane przez DOSBoxa.
- DOSBox Enhanced Community Edition – projekt ECE dostarcza kompilację niewydanej wersji DOSBoxa z oficjalnych źródeł, z dodatkiem wielu łatek stworzonych przez użytkowników.
- DOSBox Staging – wersja używająca aktualnej wersji biblioteki SDL (SDL2), wprowadzająca usprawnienia dla użytkowników i programistów.
- DOSBox-X – projekt skupia się na dostarczeniu wielu nowych funkcji i lepszej emulacji, kosztem kompatybilności z grami.
- DOSBox port do Emscripten – wersja używająca Emscripten, pozwalająca na kompilację do JavaScriptu. Dzięki temu można uruchomić stare gry w przeglądarce na stronie WebArchive[7][8].

## Cechy
- DOSBox jest pełnym emulatorem CPU, a nie tylko powłoką zgodności jak DOSEMU lub VDMSound z Windows i OS/2, które opierają się na możliwościach procesorów rodziny Intel 80386. Nie wymaga więc procesora x86. Nie wymaga też MS-DOS-a, ponieważ ma swoją własną wbudowaną wersję DOS-a. Potrafi uruchamiać programy wymagające trybu rzeczywistego lub chronionego. Możliwe też jest już na nim uruchomienie Windows 3.0, 3.11.
- emulacja grafiki: tryb tekstowy, Hercules, CGA, EGA, VGA (łącznie z Mode X i innymi rozszerzeniami), VESA i pełna emulacja S3 Trio 64.
- emulacja dźwięku: AdLib, głośnik PC, Tandy, Sound Blaster, CMS, Disney oraz Gravis Ultrasound.
- emulacja sieci: symulacja modemu poprzez TCP/IP, tunelowanie protokołu IPX, wersja Windows oferuje również bezpośredni dostęp do portu szeregowego.